# Codecademy
A Codecademy egy online interaktív platform, ami ingyenes kurzusokat kínál programnyelvek tanulására, mint Python, JavaScript, Ruby, valamint HTML és CSS. Az oldal 2011 szeptemberéig 550 000 felhasználót szerzett, akik több mint hatmillió leckével végeztek addigra. A kezdeményezés pozitív visszajelzéseket, és értékeléseket kapott más oldalaktól, blogoktól, és beszámolt róla a The New York Times és a TechChurch is.
Az oldal plecsnikkel, és pontozási rendszerrel igyekszik motiválni a felhasználókat, amiket a sikeres leckék teljesítése után kapnak. Lehetőség van saját kurzus indítására is a „Course Creator” használatával.

## Történelem
A Codecademyt 2011-ben találta ki Zach Sims, és Ryan Bubinski. Sims kilépett a Columbia Egyetemről, hogy összpontosítani tudjon a vállalkozás elindítására, közben Bubinski diplomázott ugyanezen az egyetemen számítástechnikából, és biofizikából. A cég székhelye New York városában van.

## Elérhető kurzusok (népszerűség szerinti sorrendben)
- Python
- Javascript
- HTML + CSS
- Make a website
- Learn Java
- Learn SQL
- PHP
- Learn the Command Line
- Ruby
- jQuery
- Learn AngularJS1.X
- Learn Git
- Learn Sass
- SQL: Table Transformation
- Learn Ruby on Rails
- Learn ReactJS: Part 1
- Learn Javascript (preview)
- Deploy a Website
- SQL: Analyzing Business Metrics
- Learn the Watson API
- Ruby on Rails: Authentication
- Learn HTML + CSS: Part 1 (preview)
- Learn ReactJS: Part 2